# فستو
فستو (به آلمانی: Festo) یک شرکت مهندسی آلمانی است که از پیشروهای جهان در صنعت پنوماتیک و اتوماسیون به‌شمار می‌رود. فستو در سال ۱۹۲۵ میلادی تأسیس شد و مقر آن در اسلینگن آم نکا قرار دارد.
شرکت فستو ایران به عنوان شاخه‌ای از فستو در سال ۱۳۵۳ تأسیس شد و هم‌اکنون علاوه بر کارخانه‌ای در کیلومتر ۸ جاده مخصوص کرج، در شهرهای تهران، تبریز و مشهد و اصفهان دفتر دارد.
فستو در سال 1925 در اسلینگن آلمان تاسیس شد.گردش مالی گروه فستو 3.81 میلیارد یورو و تعداد کارکنان فستو 20800 نفر در سراسر جهان می باشد.

## بخش های تجاری فستو
- اتوماسیون: فناوری اتوماسیون
- آموزشی: سیستم های یادگیری، آموزش کار با دستگاه و مشاوره

## مشتریان فستو
- اتوماسیون: بیش از 300،000 مشتری صنعتی در 176 کشور در زمینه‌های اتوماسیون کارخانه‌ای و فرآیند، به محصولات پنوماتیک  و برقی شرکت فستو[۴] اعتماد می‌کنند.
- آموزشی: فستو راه حل های آموزشی را برای حدود 56000 شرکت صنعتی و نهادهای آموزشی در سراسر جهان فراهم نموده است.[۵]

اکنون فستو بیش از 30,000 محصول و راه‌حل‌های سیستمی برای تکنولوژی اتوماسیون پنوماتیک و برقی ارائه می‌دهد که با تنوع بسیاری از سیستم‌های مدولار(قابل مونتاژ در محل)، برای کاربردهای خاص مشتریان در بسیاری از صنایع اتوماسیون کارخانه‌ای و فرآیند، قابل سفارشی‌سازی هستند.
این محصولات شامل درایورهای برقی و پنوماتیک، شیرهای برقی، سروو کنترل، کنترلر های حرکتی، ولو ترمینال‌ ها ، تکنولوژی اتصالات سریع، تکنولوژی کنترل کیفیت و واحد مراقبت، جک پنوماتیک، سنسور/ حسگرها ، فیتینگ ها و وکیوم ها است.
فستو در صنایع مهم شامل بخش خودروسازی، صنایع غذایی و بسته‌بندی، الکترونیک و مونتاژ، بیوتکنولوژی، داروسازی و مواد آرایشی، مهندسی پزشکی و اتوماسیون آزمایشگاهی، صنعت شیمیایی و تصفیه آب و با اهمیت روزافزون به فناوری پزشکی و اتوماسیون آزمایشگاهی (لایف‌تک) (از زمان شیوع ویروس‌کرونا) نقش ایفا می کند.